# Diego Vergara Bernales
Diego Gerard Vergara Bernales (Quintero, Chile, 4 de agosto de 2002) es un futbolista profesional chileno que se desempeña como mediocampista y actualmente milita en Brujas de Salamanca de la Segunda División Profesional de Chile.

## Trayectoria
Oriundo de la comuna de Quintero, ha estado en el primer equipo de Coquimbo Unido desde el año 2019. Al año siguiente, debutó en un partido válido por el torneo de Primera División, en una derrota 4:1 ante Universidad Católica.

## Clubes
| Club                | País  | Año       |
| ------------------- | ----- | --------- |
| Coquimbo Unido      | Chile | 2019-2021 |
| Provincial Ovalle   | Chile | 2022      |
| Unión Compañías     | Chile | 2023      |
| Brujas de Salamanca | Chile | 2024-     |